# Glyphosoma cariosum
Glyphosoma cariosum là một loài bọ cánh cứng trong họ Cerambycidae.